# Вурмзер, Дагоберт Зигмунд
Дагоберт Зигмунд граф фон Вурмзер  (нем. Dagobert Sigmund Graf von Wurmser; 7 мая 1724 — 22 августа 1797) — австрийский генерал-фельдмаршал (11 декабря 1795 года).
В 1741 году начал службу во французской армии, участвовал в Войне за австрийское наследство и Семилетней войне. В 1750 году перешёл в австрийскую армию.  Принимал участие в Семилетней войне, Войне за баварское наследство, в которой в чине фельдмаршал-лейтенанта командовал Особым корпусом, и Австро-турецкой войне 1787—1791 годов.
Вскоре после Тешенского мира Вурмзер был назначен командующим войск в Галиции, а в 1787 году присвоено звание генерала кавалерии. 
С началом французских революционных войн весной 1793 года он принял командование над австрийской армией на Верхнем Рейне. Разбил французов в боях под Рорбахом (29 июня), Гермерсхаймом (5 июля) и Эссингеном (27 июля), тем самым предотвратив их попытки прорваться на помощь осажденному Майнцу. Затем он изгнал французов из Бьенвальда (23 августа) и 13 октября при поддержке герцога Брауншвейгского захватил линии Лаутербурга и Вайссенбурга. После нескольких неудачных боев и проигранной второй битвы при Вайссенбурге в конце декабря 1793 года отступил за Рейн. В январе 1794 года был отозван с театра военных действий. 
В 1795 году принимал участие в кампании на Рейне. Во главе 85 тысячной австрийской Верхне-Рейнской армии вместе с 100 тысячной Нижне-Ренской армией фельдмаршала Клерфэ нанес поражение 100 тысячной Самбро-Маасской армии французского генерала Журдана.
В 1796 году был послан в Италию во главе 60 тысячной армии, чтобы остановить Бонапарта. Вурмзер разделил свои войска на три части: 5 тысячный отряд был послан через долину Бренты. Генерал Кважданович шел западным берегом озера Гарда. Сам фельдмаршал с 24 тысячами солдат двинулся долиной Адидже на соединение с 13 тысячным гарнизоном Мантуи. 5 августа 1796 года в сражении при Кастильоне Вурмзер был разбит Бонапартом.
В сентябре 1796 года Вурмзер вновь двинулся на выручку Мантуи, пытаясь обойти правый фланг французов. 8 сентября 1796 года французские войска потрепали наступавшие войска Вурмзера вблизи местечка Бассано. С остатками армии Вурмзер заперся в крепости Мантуя, гарнизон которой в результате увеличился до 28 тысяч человек. Истощение съестных припасов и распространившиеся в войсках болезни заставили его капитулировать 2 февраля 1797 года вместе с 16 тысячами солдат и офицеров. Наполеон, из уважения к Вурмзеру, позволил ему вернуться в Австрию с эскортом и оружием.
Находясь в осаде, старый фельдмаршал подорвал своё здоровье и вернувшись в Австрию, Вурмзер умер летом того же года.

## Семья
25 января 1761 года женился на Софии Генриетте Розине Юлиане фон унд цу дер Танн, которая умерла 27 июня 1772 года во время родов. В браке родились дети:
- Генриетта Терезия (1763–1763)
- Генриетта Доротея (8.04.1767–1.12.1827)
- Кристиан  (1768–1844)

## Награды
- Кавалер Большого креста Военного ордена Марии Терезии (25 октября 1793)[1]
- Командор Военного ордена Марии Терезии (21 ноября[2] 1778)[1]== Примечания ==

1. 1 2  BLKÖ:Wurmser, Dagobert Siegmund Graf – Wikisource (нем.). de.wikisource.org. Дата обращения: 7 февраля 2017. Архивировано 8 февраля 2017 года.
2. ↑  В ряде источников датой называется 21 октября. Например http://www.napoleon-series.org Архивная копия от 3 марта 2016 на Wayback Machine, http://www.austro-hungarian-army.co.uk Архивная копия от 10 июля 2010 на Wayback Machine.